# Veszprém Aréna
El Veszprém Arena es un recinto deportivo situado en Veszprém en Hungría. Fue inaugurado en 2008 y dispone de una capacidad total de 5096 espectadores, ampliable hasta los 6000 para conciertos. En él juegan sus partidos como local el club de balonmano MKB Veszprém KC.

## Historia
La construcción del Veszprém Aréna comenzó en junio de 2007, y su diseño se inspiró en el Dvorana Zlatorog de Celje. Sustituyó al antiguo pabellón de Veszprém, que con una capacidad para apenas 2500 espectadores resultaba insuficiente para la masa social del club de balonmano de la ciudad, el MKB Veszprém KC. Fue inaugurado oficialmente el 20 de julio de 2008 a la que asistieron el presidente del Comité Olímpico Húngaro, Pál Schmitt, y el campeón olímpico local Balázs Kiss.
Durante ese año de 2008 albergaría la final de la Supercopa de Europa de balonmano, en la que el BM Ciudad Real  derrotaría al MKB Veszprém KC.

## Eventos
- Supercopa de Europa de balonmano 2008